# Syzeton kinderensis
Syzeton kinderensis es una especie de coleóptero de la familia Aderidae (incertae sedis). Fue descrita científicamente por Maurice Pic en 1938.

## Distribución geográfica
Habita en la República Democrática del Congo.